# Площадь Свободной России
Пло́щадь Свобо́дной Росси́и — площадь в центре Москвы в Пресненском районе  между Новым Арбатом, Смоленской и Краснопресненской набережными и Конюшковской улицей.

## Описание
Площадь Свободной России находится на стрелке Конюшковской улицы и Нового Арбата перед Новоарбатским мостом напротив здания правительства Москвы (бывшее здание СЭВ). С северо-запада на неё выходит Краснопресненская набережная, а с юга — Смоленская. На севере расположен Дом правительства Российской Федерации.

## Памятник Столыпину
Распоряжение столичного правительства об установке памятника было утверждено мэром г. Москвы С. Собяниным 2 июня 2011 года.
В июле 2011 года премьер-министр В. В. Путин пригласил членов правительства к личному участию финансами в возведении памятника:

Это долг каждого, заставлять не буду, но надеюсь, что каждый член правительства просто личные деньги внесёт на строительство этого памятника.

Известно, что одну свою зарплату — более 170 тысяч рублей — на памятник перечислил, в частности, тогдашний министр финансов Алексей Кудрин. По инициативе Путина был также открыт счёт для сбора пожертвований на строительство памятника.
27 декабря 2012 года в районе площади Свободной России в связи со 150-летием со дня рождения памятник Столыпину был установлен. Путин напомнил, что члены правительства поучаствовали в сборе средств на этот монумент: «Мы с Дмитрием Анатольевичем тоже внесли».